# Фінал кубка СРСР з футболу 1945
Шостий фінал кубка СРСР з футболу відбувся на стадіоні «Динамо» в Москві 14 жовтня 1945 року. У грі взяли участь московські клуби «Динамо» і ЦБЧА. На матчі були присутні 80 тисяч глядачів.

## Претенденти
«Динамо» (Москва)
- Чемпіон СРСР (4): 1936 (в), 1937, 1940, 1945.
- Срібний призер (1): 1936 (о).
- Володар кубка СРСР (1): 1937.

ЦБЧА (Москва)
- Срібний призер (2): 1938, 1945.
- Бронзовий призер (1): 1939.
- Фіналіст кубка СРСР (1): 1944.

## Деталі матчу
| 14 жовтня 1945 |

| ЦБЧА                        | 2 – 1    | «Динамо» М     |
| --------------------------- | -------- | -------------- |
| Ніколаєв 45' Виноградов 65' | Протокол | С. Соловйов 9' |

| «Динамо» (Москва) Глядачів: 80 000 Арбітр: Ельмар Саар (Таллінн) |

| ЦБЧА           |                      |
|                |                      |
| ВР             | Володимир Никаноров  |
| ЗХ             | Григорій Тучков      |
| ЗХ             | Іван Кочетков        |
| ЗХ             | Олександр Прохоров   |
| ПЗ             | Олександр Виноградов |
| ПЗ             | Борис Афанасьєв      |
| НП             | Олексій Гринін       |
| НП             | Валентин Ніколаєв    |
| НП             | Григорій Федотов     |
| НП             | Всеволод Бобров      |
| НП             | Володимир Дьомін     |
| Тренер:        |                      |
| Борис Аркадьєв |                      |

| ДИНАМО         |                       |
|                |                       |
| ВР             | Олексій Хомич         |
| ЗХ             | Всеволод Радікорський |
| ЗХ             | Михайло Семичастний   |
| ЗХ             | Іван Станкевич        |
| ПЗ             | Всеволод Блінков      |
| ПЗ             | Леонід Соловйов       |
| НП             | Василь Трофімов       |
| НП             | Василь Карцев         |
| НП             | Костянтин Бєсков      |
| НП             | Микола Дементьєв      |
| НП             | Сергій Соловйов       |
| Тренер:        |                       |
| Михайло Якушин |                       |